# Laeonereis inermis
Laeonereis inermis är en ringmaskart som först beskrevs av Hoagland 1920.  Laeonereis inermis ingår i släktet Laeonereis och familjen Nereididae. Inga underarter finns listade i Catalogue of Life.